# Saison 9 d'Alice Nevers : Le juge est une femme
Chronologie
Saison 8 Saison 10
Cet article présente les épisodes de la neuvième saison de la série télévisée Alice Nevers : Le juge est une femme.

## Distribution
- Marine Delterme : Alice Nevers, juge d'instruction
- Jean-Michel Tinivelli : Commandant Fred Marquand
- Noam Morgensztern : Max, officier de police
- Jean Dell : Édouard Lemonnier, greffier
- Daniel-Jean Colloredo : Le médecin légiste (épisodes 1, 3, 4 et 6)
- Alexandre Varga : Mathieu Brémont, compagnon d'Alice (épisodes 1, et 3 à 6)
- Pierre Santini : Jacques Nevers, père d'Alice (épisodes 2 et 6)

## Liste des épisodes

### Épisode 1:À la folie
- France : 20 janvier 2011 sur TF1

- France : 6,00 millions de téléspectateurs (23,3 % de part de marché)[1] (première diffusion)

- Hervé Dubourjal : Président du tribunal
- Géraldine Martineau : Nathalie Chazela
- Deborah Grall : Florence Chazela
- Gauthier Baillot : Dr Olivier Bocquet
- François Guetary : M. Chazela
- Catherine Wilkening : Mme Chazela
- Cédric Zimmerlin : David Martin
- Stéphane Boucher : Henri Christiani
- Charly Chemouny : Walid Nasser
- Gilles Kneusé : Maître Petit
- Alice Thalamy : Nolwen
- Thierry Angelvy : Gardien de prison
- Charlotte Hoepffner : Nathalie à 12 ans

### Épisode 2:Tarif étudiante
- France : 20 janvier 2011 sur TF1

- France : 5,7 millions de téléspectateurs (25,3 %)[1] (première diffusion)

- Hervé Dubourjal : Président du tribunal
- Olivia Tusoli : Julie Berthier
- Hortense Gelinet : Marina Lefevre
- Pierre Moure : Yohan Leguennec
- Jean-Claude Adelin : Étienne Dupuy
- Sophie Bourdon : Mme Dupuy
- Cécile Sanz de Alba : Mère de Julie
- Philippe Bourgogne : Père de Julie
- Anne-Solenne Hatte : Étudiante Max
- Sandrine Fougere : Bibliothécaire
- Benoit Denis : Etudiant
- Aurélie Le Roch : Infirmière

### Épisode 3:Un amour interdit
- France : 27 janvier 2011 sur TF1

- France : 7,1 millions de téléspectateurs (27,3 %)[2] (première diffusion)

- Alain Azerot : Père Jérôme Deslauriers
- Thierry Desroses : Yannick Deslauriers
- Laure Moutoussamy : Monique Deslauriers
- Gigi Ledron : Gabrielle Fortuné
- Sabine Cissé : Élise Fortuné
- Audrey Moore : Véronique Ménaud
- Joris Avodo : Chris Ménaud
- Clément Moreau : Marc
- Patrice Guillain : Policier du 13e

### Épisode 4:Réparation
- France : 27 janvier 2011 sur TF1

- France : 6,5 millions de téléspectateurs (28 %)[2] (première diffusion)

- Tilly Mandelbrot : Juliette
- Renaud Roussel : Adrien Garnier
- Pamela Ravassard : Lucie Garnier
- Lysiane Meis : Mathilde Keller
- Magaly Godenaire : Chloé Martin
- Olivier Pagès : Guillaume Hersain
- Joffrey Platel : Éric Wickers
- Emmanuel Karsen : Devaider
- Bernard Malaka : Médecin
- Stéphanie Fatout : Conseillère d'insertion
- Ricky Tribord : Infirmier
- Fattou Dagnogo : Infirmière
- Thierry Angelvy : Surveillant
- Elvire Mellière : Surveillante

### Épisode 5:Une ombre au tableau
- France : 3 février 2011 sur TF1

- France : 6,8 millions de téléspectateurs (26,2 %)[3] (première diffusion)

- Clémence Boué : Sophie Bellanger
- Gilles Kneusé : Maître Petit
- Nathalie Blanc : Flora
- Julien Drion : Erwan Winclair
- Sonia Vollereaux : Catherine Leroy
- Victor Sévaux : Greg Leroy
- Guillaume Viry : Antoine Prescault
- Jean-Marie Lecoq : Proviseur
- Gilles Masson : Beau-père d'Erwan
- Ricky Tribord : Infirmier
- Fattou Dagnogo : Infirmière
- Nadia Ennebati : Baby-sitter

### Épisode 6:Permis de tuer
- France : 3 février 2011 sur TF1

- France : 6,5 millions de téléspectateurs (27,9 %)[3] (première diffusion)

- Philippe Corti : Danny Swing
- Véronique Viel : Corinne Lavida
- Manon Gaurin : Nina Lavida
- Jacques Brunet : Richard Mazoyer
- Bryan Polach : Lucien Guerton
- Delphine Grandsart : Polly Copy
- Françoise Bertin : Mme Sebagh
- Caroline Clerc : Mlle Legrand
- Thierry Nenez : Rilot
- Nadia Ennebati : Baby-sitter
- Jean-Noël Martin : Serveur italien